# 하원 의원 선거구
하원 의원 선거구(Congressional district)는 선거구를 정해 단일 의원을 선출하게 만드는 것으로, 미국, 필리핀, 일본 등이 사용 중에 있다. 하원 의원 선거구는 인구수를 기준으로 하며, 미국에서는 10년마다 인구조사를 실시한다.

## 미국

미국의 하원 의원 선거구

미국에는 총 435개의 하원 선거구가 존재하며, 한 선거구 당 인구는 2010년 기준 평균 71만 명이다. 435개의 의회 구역 이외에, 괌, 북마리아나 제도, 미국령 버진아일랜드, 푸에르토리코, 아메리칸사모아와 워싱턴 D.C.는 투표를 하지 않고, 미국 하원 파견대표가 존재한다. 미국 상무부 내에 미국 인구조사국은 10년마다 인구조사를 실시하는데, 그 수지가 각 주가 의회에 보내는 대의원 수, 즉 각 주 내의 의회 선거구 수를 결정하고 수정하는 데 사용된다. 모든 구역의 경계선은 각 주 안에서 설정되며, 만들어진 모든 구역은 비슷한 인구수를 가져야 한다.

## 같이 보기
- 선거구
- 중의원
- 필리핀 하원
- 미국 하원